# Guamal, Meta
Guamal là một khu tự quản thuộc tỉnh Meta, Colombia. Thủ phủ của khu tự quản Guamal đóng tại Guamal Khu tự quản Guamal có diện tích 638 ki lô mét vuông. Đến thời điểm ngày 28 tháng 5 năm 2005, khu tự quản Guamal có dân số 7530 người.